# Jultagi
Il jultagi (줄타기?) o eoreum (어름?) è un numero acrobatico di funambolismo tradizionale coreano, solitamente accompagnato da musica e sagaci dialoghi tra il funambulista e un giullare. L'atleta non si limita ad eseguire acrobazie sulla corda, ma arricchisce la performance con battute, imitazioni, canti e balli. Viene eseguito principalmente durante le festività del Dano e del Chuseok.
Il 30 giugno 1976 è stato riconosciuto come patrimonio culturale immateriale della Corea e nel 2011 è stato inserito come nella Lista Rappresentativa del Patrimonio Culturale Immateriale dell'Umanità dell'UNESCO.

## Storia
Le prime testimonianze e i primi esempi di jultagi risalgono al periodo della fine della dinastia Han in Cina, ma non è chiaro quando sia stato introdotto nella penisola coreana. Sebbene non appaia nei dipinti parietali delle tombe del Goguryeo, è possibile che il funambolismo venga tramandato da allora, considerando che all'epoca esistevano già varie tecniche di praticare quest'arte. In epoca Goryeo veniva eseguito in molteplici occasioni di celebrazione nazionale come per il narye, il rituale annuale per scacciare gli spiriti maligni, ma sul finire del periodo Joseon la corte organizzò sempre meno festeggiamenti nella capitale, costringendo i praticanti di jultagi a diventare degli intrattenitori ambulanti e a viaggiare per il Paese per guadagnarsi da vivere.
In epoca moderna, la formazione di nuovi artisti e la trasmissione di quest'arte è gestita dalla Jultagi Safeguarding Association nella provincia di Gyeonggi-do. L'associazione offre due tipi di formazione: l'apprendistato in cui i maestri istruiscono i professionisti e assumono studenti, e l'istruzione pubblica attraverso la formazione scolastica, laboratori e campi estivi.

## Tecnica ed esecuzione
Ci sono due tipi di esibizioni di jultagi: una, eseguita da giullari eccezionalmente abili per intrattenere le persone della classe nobile, e l'altra, con un accento su gag e intrattenimento, per la gente comune. I funamboli, inoltre, si esibiscono anche a pagamento in feste private.
L'esibizione di jultagi viene eseguita dal funambolo, che realizza una varietà di acrobazie sulla corda, accompagnate da barzellette, mimiche, canti e balli; da un giullare che coinvolge il funambolo in battute scherzose e da un gruppo di musicisti che suona strumenti tradizionali come piri (flauto), daegeum (flauto di bambù), haegeum (violino a due corde), buk (tamburo) e janggu (tamburo a forma di clessidra), per accompagnare l'intrattenimento. Il funambolo inizia con numeri più semplici, passando gradualmente ad acrobazie più difficili, eseguendo circa una quarantina di diverse tecniche in un'esibizione che può durare diverse ore.
La corda utilizzata è lunga circa 10 metri e posta ad un'altezza di 3 metri. Il numero viene eseguito, di solito, utilizzando un ventaglio pieghevole per bilanciare il corpo e mantenere l'equilibrio sulla fune. Intanto i musicisti accompagnano lo spettacolo e il giullare (che rimane a terra) conversa con il funambolo e facilita la comunicazione con il pubblico.
La struttura esecutiva del jultagi si compone solitamente di tre parti, anche se possono esservi delle eccezioni e/o delle aggiunte; il julgwangdae, o l'esecutore di jultagi, non può comunque modificare arbitrariamente la struttura della performance, che è il fulcro del jultagi. I tre momenti principali sono i seguenti:
- Julgosa e jeonbangiye: scambio di battute spiritose tra il funambolo e il giullare
- Jungnori e walchanori:[8] il funambolo critica la nobiltà e i monaci, raccontando barzellette dal tono satirico
- Hubangiye e salpan: il climax, vengono eseguiti i numeri più difficili

## Nella cultura di massa
Un'esibizione di jultagi appare nel film Wang-ui namja (2005), diretto da Lee Joon-ik.